# Annaphila miona
Annaphila miona là một loài bướm đêm trong họ Noctuidae.